# Ba humbugi
Ba humbugi е вид охлюв от семейство Charopidae. Видът е застрашен от изчезване.

## Разпространение
Разпространен е във Фиджи.